# 羅伯遜山 (斯科特海岸)
76°22′S 161°55′E / 76.367°S 161.917°E
羅伯遜山（Robertson Massif），是南極洲的山體，位於維多利亞地的斯科特海岸，涵蓋高斯山和切特溫德山，屬於科克伍德山脈的一部分，長7英里，現時由南極條約體系管理。